# فمینیسم سیاه‌پوستی

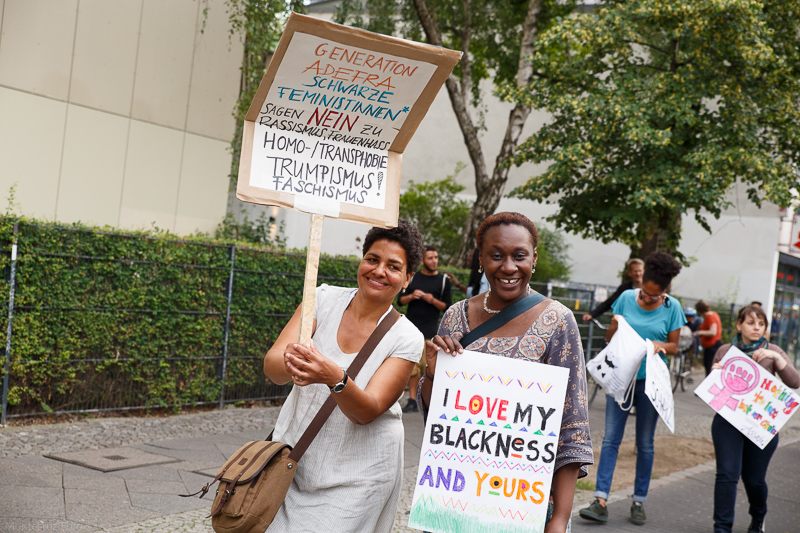
تظاهرات زنان در برلین 2017

فمینیسم سیاه‌پوستی (انگلیسی: Black feminism) شاخه‌ای از فمینیسم است که بر تجارب زنان آفریقایی-آمریکایی تمرکز دارد و درهم‌تنیدگی نژادپرستی و جنسیت‌گرایی را به رسمیت می‌شناسد. فلسفه فمینیسم سیاه‌پوستی بر این ایده متمرکز است که «زنان سیاه‌پوست ذاتاً ارزشمند هستند، و رهایی [زنان سیاه‌پوست] یک ضرورت است؛ نه با عنوان کمک به آن‌ها، بلکه به‌دلیل نیاز انسان‌ها و برای خودمختاری».
طبق فمینیسم سیاه‌پوستی، نژاد، جنسیت و تبعیض طبقاتی همگی جنبه‌های یک نظام سلسله‌مراتبی هستند که بل هوکس آن را «پدرسالاری سرمایه‌داری، برتری‌طلبی امپریالیستی سفیدپوست» می‌نامد. به دلیل وابستگی متقابل، آن‌ها با هم ترکیب می‌شوند تا چیزی بیش از تجربه نژادپرستی و تبعیض جنسی ایجاد کنند؛ بنابراین، تجربه یک زن سیاه‌پوست را نمی‌توان بر حسب سیاه‌پوست بودن یا زن بودن درک کرد، بلکه باید از طریق اینترسکشنالیتی، اصطلاحی که توسط محقق حقوقی کیمبرلی ویلیامز کرنشا در سال ۱۹۸۹ ابداع شد، روشن شود. زن بودن؛ باید هم به‌طور مستقل و هم به‌دلیل تأثیر متقابل در نظر گرفته شود، که در آن هویت‌های درهم‌تنیده عمیق‌تر می‌شوند، یکدیگر را تقویت می‌کنند و به‌طور بالقوه منجر به تشدید اشکال نابرابری می‌شوند.
فمینیسم سیاه‌پوستی در ایالات متحده برای اولین بار توسط زنان سیاهپوست به‌کار گرفته شد، تا بفهمند که چگونه برتری سفیدپوستی و مردسالاری با یکدیگر تعامل دارند و تجربیات خاص زنان سیاهپوست برده‌شده را آگاه کنند. فعالان و روشن‌فکران سیاه‌پوست سازمان‌هایی مانند انجمن ملی زنان رنگین‌پوست (NACW) و شورای ملی زنان سیاه‌پوست (NCNW) را تشکیل دادند. فمینیسم سیاه‌پوستی در دهه ۱۹۶۰ به شهرت رسید، زیرا جنبش حقوق مدنی زنان را از پست‌های رهبری کنار گذاشت، و جریان اصلی جنبش فمینیستی عمدتاً دستور کار خود را بر روی موضوعاتی متمرکز کرد که عمدتاً بر زنان سفیدپوست طبقه متوسط تأثیر می‌گذاشت. از دهه ۱۹۷۰ تا ۱۹۸۰، فمینیست‌های سیاه‌پوست گروه‌هایی را تشکیل دادند که به نقش زنان سیاه‌پوست در ناسیونالیسم سیاه، آزادی همجنس‌گرایان و موج دوم فمینیسم پرداختند. درحالی‌که افراد مشهور سیاه‌پوست بحث جریان اصلی فمینیسم سیاه را رواج می‌دهند، آلیس واکر، بل هوکس، کیمبرلی کرنشاو، آنجلا دیویس، و پاتریشیا هیل کالینز به‌عنوان دانشگاهیان برجسته در مورد فمینیسم سیاه‌پوست شناخته شده‌اند.